# Kano (stad)
Kano is een stad in het noorden van Nigeria. De tweede stad van het land met een bevolking van 2.828.861 (2006), maar in 2021 hoogstwaarschijnlijk gegroeid tot 4.1 miljoen. Daarmee is het na Lagos de grootste stad van Nigeria. Kano is de hoofdstad van de staat Kano, een van de 36 deelstaten van Nigeria.
Kano was lange tijd het economisch centrum van de noordelijke helft van Nigeria en een centrum voor de productie en export van aardnoten.
Kano heeft een universiteit, een internationale luchthaven en een van de grootste en meest prestigieuze moskeeën van het land.
Kano is ook sinds lang het centrum van de islamitische cultuur in Nigeria.
Er zijn nog steeds delen van de oude lemen wallen rond de stad te zien.
Christenen en aanhangers van andere godsdiensten naast de islam vormen maar een klein deel van de bevolking. Zij wonen traditioneel in de Sabon Gari, het Vreemdelingenkwartier. Kano is de zetel van een rooms-katholiek bisdom.
In de jaren 70 en ook in 2001 waren er godsdienstige rellen waarbij naar verluidt honderden doden vielen. De laatste aanleiding  was de invoering van de islamitische wet (sharia). Op 20 januari 2012 vond een reeks bomaanslagen plaats in Kano. Verspreid door de stad werden minstens acht gebouwen van de politie en de geheime dienst aangevallen. Overal op straat lagen lijken, een dag later werden minimale dodentallen van 80 en 120 genoemd. De aanvallen werden opgeëist door de islamistische sekte Boko Haram.

## Geboren
- Amodou Abdullei, voetballer
- Uche Agbo, voetballer
- Dickson Etuhu, voetballer
- Sani Kaita, voetballer
- Joseph Yobo, voetballer
- Rabiu Ibrahim, voetballer
- Godfrey Nzamujo, priester (stichter Shonghaï Centre)